# Razum
Razúm je v filozofskem pomenu sposobnost človeškega uma, da ustvarja in operira z abstraktnimi pojmi. 